# Anoura peruana
Anoura peruana är en fladdermus i familjen bladnäsor som förekommer i västra Sydamerika. Populationen listades fram till 2010 som underart till Anoura geoffroyi.

## Utbredning
Utbredningsområdet sträcker sig längs Anderna från Colombia över Ecuador och Peru till Bolivia. Arten lever i kulliga områden och i bergstrakter mellan 100 och 3800 meter över havet. Den vistas främst i molnskogar och den hittas även i bergsskogar samt i fuktiga skogar i låglandet. Anoura peruana besöker ibland odlingsmark och trädgårdar.

## Ekologi
Exemplaren vilar i grottor, i trädens håligheter eller i tunnlar. De kan dela grottor med Mormoops megalophylla och med Tadarida brasiliensis. Anoura peruana bildar kolonier med tio till flera hundra medlemmar. Födan utgörs av nektar och pollen, ofta från växter av familjen Cactaceae. Under vissa årstider består födan främst av insekter. Ibland äts frukter. Exemplaren börjar födosöket en timme efter solnedgången.

## Hot
Vissa populationer påverkas av gruvdrift eller av turism i bergstrakter. Hela populationen anses vara stabil. IUCN listar arten som livskraftig (LC).